# دونالد فيكتور داروين
دونالد فيكتور داروين (بالإنجليزية: Donald Victor Darwin)‏ هو مهندس أسترالي، ولد في 11 أكتوبر 1896 في Redhill, South Australia ‏ في أستراليا، وتوفي في 8 مارس 1972 في City of Malvern ‏ في أستراليا.